# Platterbsen-Widderchen
Das Platterbsen-Widderchen (Zygaena osterodensis) ist ein Schmetterling (Nachtfalter) aus der Familie der Widderchen (Zygaenidae).

## Merkmale
Die Falter erreichen eine Flügelspannweite von 28 bis 32 Millimetern und sind schlank und sehr schmalflügelig. Die Flügel sind auffallend zugespitzt. Ihr Körper und die Flügelgrundfarbe sind schwarz. Die Flügel tragen vier in die Länge gezogene, rote Flecken, deren Rot kräftiger als bei den ähnlichen Arten ist. Der mittlere Fleck ist leicht keulenförmig verbreitert. Die Fühler sind schlank und enden in ebenfalls schlanken, lang zugespitzten Keulen. 
Die Raupen werden ca. 20 Millimeter lang. Sie haben eine hellgrau-türkise Grundfärbung, die am Rücken eine Linie, die links und rechts mit großen schwarzen Flecken gesäumt ist, bildet. Neben diesen Flecken findet sich weiter außen eine Längslinie aus gelben Flecken. Entlang des Rückens ist eine feine, gestrichelte, schwarze Linie erkennbar.

### Ähnliche Arten
- Thymian-Widderchen (Zygaena purpuralis)
- Bibernell-Widderchen (Zygaena minos)

## Vorkommen
Die Tiere kommen von Nordspanien und Südfrankreich, über Mitteleuropa und Südskandinavien bis in die Mongolei vor. Sie leben als einzige Art ihrer Gattung in Mitteleuropa im Wald, speziell an sonnigen Waldwegen und in Laubwäldern im Flachland sowie in leichter Gebirgslage. Sie sind fast überall in ihren Populationen stark rückläufig und selten. Im südlichen Steigerwald (Bayern) sind sie aber noch häufig anzutreffen.

## Lebensweise

### Flug- und Raupenzeiten
Die Falter fliegen in einer Generation von Juni bis Juli. Die Raupen findet man ab August und nach der Überwinterung bis Mai des darauffolgenden Jahres.

### Nahrung der Raupen
Die Raupen ernähren sich hauptsächlich von den Blättern der Wiesen-Platterbse (Lathyrus pratensis) und Vogel-Wicke (Vicia cracca), aber auch von anderen Platterbsen und Wicken.

## Entwicklung
Die Entwicklung umspannt meistens zwei Jahre, kann aber bis zu fünf Jahre dauern. Bei dieser langen Entwicklung sind die Raupen nur drei bis vier Wochen im Jahr aktiv und verfallen dann nach einer Häutung in Diapause, um später im Raupenstadium zu überwintern. Die Raupen verpuppen sich mehrere Meter hoch auf Bäumen direkt am Stamm in silbrig glänzenden, weißen, spindelförmigen Kokons. Sie bevorzugen dabei glatte Rinde. Die Puppe ist braungelb und hat dunkle Flügelscheiden.

## Gefährdung und Schutz
- Rote Liste BRD: 2 (stark gefährdet).[2]